# Čujska dolina
Čujska dolina (kirgiški jezik: Чүй өрөөнү) je velika dolina, koja se nalazi u području sjevernoga Tanšana u Kirgistanu i Kazahstanu.
Proteže se od klanca Boom na istoku do pustinje Mojun-Kum na zapadu. Čujska dolina ima površinu od oko 32,000 četvornih kilometara. Graniči s gorjem Kirgiški Ala-Tu na jugu i s planinom Ču-Ili na sjeveru. Kroz klanac Boom u uskom istočnom dijelu, Čujska dolina povezana je s Issyk-Kulskom dolinom. Rijeka Ču najveća je u dolini.
Zimi se temperature kreću između -14 °C i 7 °C u siječnju, a prosječna dnevna temperatura je između 20 °C i 26 °C u srpnju. Toplo ljeto i dostupnost pitke vode te vode za navodnjavanje čine ovo područje jednim od najplodnijih i najgušće naseljenih u Kirgistanu.
Postoje nalazišta: cinkove rude, olova, zlata i građevinskih materijala.